# Apoecis stenomorpha
Apoecis stenomorpha är en fjärilsart som beskrevs av Diakonoff 1955. Apoecis stenomorpha ingår i släktet Apoecis och familjen säckspinnare. Inga underarter finns listade i Catalogue of Life.